# Playboi Carti
Jordan Terrell Carter (Atlanta, 13 september 1996), beter bekend als Playboi Carti, is een Amerikaanse rapper, zanger en songwriter uit Atlanta, Georgia. Carter is vanaf 2017 invloedrijke artiest geworden binnen de hiphop en heeft met zijn muziek bijgedragen aan de ontwikkeling van rage- en trapmuziek. In 2019 richtte hij zijn platenlabel Opium op, dat contracten heeft met Ken Carson, Destroy Lonely en Homixide Gang.

## Biografie
Carter werd geboren in Atlanta, de hoofdstad van de Amerikaanse staat Georgia, en groeide op in de suburb Riverdale. Hij wilde een NBA-ster worden, maar na onenigheid met zijn coach stopte hij met basketbal en ging hij zich toeleggen op de muziek. Gedurende zijn middelbareschooltijd sloeg hij geregeld lessen over om te werken aan zijn muziekcarrière of om te werken bij de H&M. Daardoor haalde hij maar ternauwernood zijn diploma. Na zijn middelbare school ging hij fulltime aan de slag met muziek.
Carter begon met rappen in 2011, onder de naam Sir Cartier. Twee jaar later veranderde hij dat in Playboi Carti. Hij begon met het uitbrengen van nummers op SoundCloud. Op 30 september 2016 bracht Carter zijn eerste mixtape uit, getiteld In Abundance. Zijn echte doorbraak volgde in 2017 met zijn tweede mixtape, Playboi Carti, vernoemd naar hemzelf. Carter had dat jaar twee hits in de Billboard Hot 100: Magnolia, dat de 29e plaats bereikte, en Wokeuplikethis, met Lil Uzi Vert, dat op 76 kwam. In juni 2017 was hij een van de tien geselecteerde artiesten voor XXL's Freshman Class, samen met onder andere XXXTentacion, A Boogie wit da Hoodie en Ugly God. Later die zomer stond Carter voor het eerst op hiphopfestival WOO HAH!
In maart 2018 gaf Carter een optreden in Paradiso, in het kader van de Playboi Carti Tour en in juni kwam zijn debuutalbum uit Die Lit, met bijdragen van onder meer Travis Scott, Nicki Minaj, Lil Uzi Vert, Pi'erre Bourne en Young Thug. Het album bereikte de derde plek in de Billboard 200. De twee jaar daarna bracht Carter geen nieuwe muziek uit, maar leverde hij wel bijdragen op onder andere "EARFQUAKE" van Tyler, the Creator en "Baguettes in the Face" van DJ Mustard.
Begin 2020 bracht Carter weer eigen muziek uit. De single @ MEH bereikte de 35e plek in de Billboard Hot 100. Op Thanksgiving hetzelfde jaar was hij samen met Future gefeatured op de hit "Flex Up" van Lil Yachty. Een maand later, op Eerste Kerstdag, bracht Carter zijn tweede studioalbum uit. Het uitvoerend door Kanye West geproduceerde Whole Lotta Red bereikte de eerste plek in de Billboard 200 en liet een hele andere sound horen. Waar Carter het imago had van een mumble rapper, iemand die rapt met een babystemmetje, koos hij op Whole Lotta Red voor een veel agressievere en hardere toon, met trap-, punk- en rockinvloeden.

### Antagonist Tour en nieuwe muziek
In de zomer van 2023 kondigde Carter een tournee aan met artiesten van zijn label: Ken Carson, Destroy Lonely en Homixide Gang. Het Amerikaanse deel van deze tournee werd echter uitgesteld tot 2024, het Europese gedeelte later ook. In juli 2023 verscheen Carter op het nieuwe album van Travis Scott, UTOPIA, op het nummer "FEI!N". Eind 2023 liet Carter weer nieuwe, eigen muziek horen. Op 8 december dat jaar bevestigde hij door een Instagram-post met het jaartal "2024" de komst van een vierde studioalbum. Later die dag bracht hij het nummer Different Day uit op Instagram. Zes dagen later postte Carter het nummer 2024 op zijn YouTube-account, wat opnieuw leek te wijzen op een verschijningsdatum in dat jaar. Op 19 december bracht hij H00DBYAIR uit, wederom op Instagram. In dat nummer bevestigde Carter dat hij een dochter heeft. Op 1 januari 2024 bracht hij via YouTube samen met Scott het nummer BACKR00MS uit. Op 15 januari bracht Carter, nu weer via Instagram, het nummer EVILJ0RDAN uit. Bijna een maand later, op 10 februari, verscheen het debuutalbum van hiphopduo ¥$, bestaande uit Ye en Ty Dolla Sign, waarop Carter te horen is in de nummers FUK SUMN en CARNIVAL. CARNIVAL eindigde de eerste week na uitgave gelijk op nummer 1 van de Billboard Hot 100, als eerste nummer van Carter. Op 12 maart kwam er nog een nummer uit, getiteld KETAMINE. Naast een paar samenwerkingen met artiesten zoals Future, Metro Boomin, Camila Cabello en nogmaals met ¥$ was het een paar maanden stil met nummers van Carter zelf. Daarna kwam op zijn verjaardag, 13 september 2024, het nummer ALL RED uit. Fans dachten eerst dat dit de leadsingle zou zijn voor zijn volgende album I AM MUSIC, maar dat bleek niet waar te zijn.
Een dag voor de uitgave van ALL RED kondigde Carter de officiële titel van zijn derde studioalbum aan, I AM MUSIC. Ook liet hij weten dat via zijn website al vinylplaten, cd's en bundels vooruit konden worden besteld. Op de website stond dat deze producten niet later verzonden zouden worden dan 12 maart 2025, zes maanden na het begin van de voorverkoop dus. Eerder had Carter gezegd dat zijn album voor het einde van 2024 zou uitkomen.

### Opium-label
In 2019 richtte Carter zijn eigen platenlabel en creatieve platform Opium op. Hij contracteerde artiesten met dezelfde esthetiek en muziekstijl, allemaal uit Atlanta. Ken Carson tekende in 2019, Destroy Lonely en Homixide Gang twee jaar later. Ze hebben grotendeels dezelfde muziekstijl, getypeerd door donkere beats en avant-gardistische synths die doen denken aan het punkrocktijdperk van de jaren zeventig en tachtig. Dit is een heel eigen geluid binnen de huidige trap- en hiphopscene, waardoor het Opium-label een hele eigen haast cultachtige fanbase heeft verzameld.

## Discografie
- THC: The High Chronicals (2011) (as Sir Cartier)
- Young Misfit (2012) (as Sir Cartier)
- Sensation (2013) (as Sir Cartier)
- In Abundance (2016) (as Sir Cartier)
- Playboi Carti (2017)
- Die Lit (2018)
- Whole Lotta Red (2020)
- Music (2025)